# Концииновка
Концииновка (бел. Канцыінаўка) — деревня в Браславском районе Витебской области Беларуси. Входит в состав Тетерковского сельсовета.

## География
Деревня находится в западной части Витебской области, на северном берегу озера Иново, на расстоянии приблизительно 11 километров (по прямой) к юго-востоку от города Браслав, административного центра района. Площадь населённого пункта — 0,0239 км².

## История
По состоянию на 1905 год, в деревне Конгиново проживало 25 человек (12 мужчин и 13 женщин). В административном отношении входила в состав Перебродской волости Дисненского уезда Виленской губернии.
В 1921 году входила в состав гмины Пшебродзе Дисенского повета Виленского воеводства Второй Польской республики. Числилось 26 жителей (14 мужчин и 12 женщин), проживавших в 6 домах. В этническом составе населения того периода поляки составляли 100 %. В конфессиональном составе населения преобладали католики (65,4 %), также были представлены старообрядцы (26,9 %) и православные христиане (7,7 %).

## Население
По данным переписи 2019 года, постоянное население в деревне отсутствовало.
| Год  | Население, человек |
| ---- | ------------------ |
| 1905 | 25                 |
| 1921 | ↗ 26               |
| 2009 | ↘ 2                |
| 2019 | ↘ 0                |